# Грајево
Грајево (пољ. Grajewo) град је у Пољској у Војводству подласком. По подацима из 2012. године број становника у месту је био 22 375.
.

## Становништво
| 2012.  |
| ------ |
| 22 375 |